# Torsten Körner
Torsten Körner (geboren 21. September 1965 in Oldenburg) ist ein deutscher Fernsehkritiker, Journalist, Dokumentarfilmer und Autor.

## Leben und Wirken
Torsten Körner studierte Germanistik und Theaterwissenschaft und schrieb in Berlin eine filmgeschichtliche Dissertation über Heinz Rühmann. Seit 1998 schreibt er als freiberuflicher Fernsehkritiker für die Branchenblätter Medienkorrespondenz und epd medien, daneben auch feuilletonistisch für Tageszeitungen wie die Berliner Zeitung und den Tagesspiegel. Körner war 2014 und 2015 Juror des Grimme-Preises. 2009 erhielt er für seine Fernsehkritiken den Bert-Donnepp-Preis des Grimme-Instituts.
Er ist Autor mehrerer Sachbücher sowie von Biografien über Heinz Rühmann, Götz George, Franz Beckenbauer und Willy Brandt. In seinem 2020 erschienenen Buch In der Männerrepublik. Wie Frauen die Politik eroberten zeichnet Körner das Wirken westdeutscher Politikerinnen während der Bonner Republik im Bundestag nach.
Körner hat drei Kinder, ist verheiratet und lebt in Berlin.

## Filme
- 2016: Angela Merkel – Die Unerwartete (Buch, Regie; zusammen mit Matthias Schmidt), Dokumentarfilm, 90 Minuten
- 2017: 3 Tage im September. Angela Merkels einsame Entscheidung[4] (Buch, Regie), Dokumentation, 52 Minuten
- 2019: Palast der Gespenster – Der letzte Jahrestag der DDR[5] (Buch, Regie; zusammen mit Heike Bittner), Dokumentarfilm, 90 Minuten
- 2020: Gerhard Schröder – Schlage die Trommel[6] (Buch/Regie), Dokumentation, 55 Minuten
- 2020: Die Unbeugsamen (Buch, Regie), Dokumentarfilm, 99 Minuten
- 2021: Schwarze Adler (Buch, Regie), Dokumentarfilm, 101 Minuten
- 2022: Angela Merkel – Im Lauf der Zeit (Buch/Regie), Dokumentarfilm, 90 Minuten[7]
- 2024: Die Unbeugsamen 2 – Guten Morgen, Ihr Schönen! (Buch, Regie), Dokumentarfilm, 104 Minuten
- 2024: Beckenbauer – Der letzte Kaiser (Buch, Regie), 3-teilige Dokumentationsreihe (Folgen 1 u. 2: je 54 Min., Folge 3: 53 Min.)[8]
- 2025: Mädchen können kein Fußball spielen (Buch, Regie), Dokumentarfilm, 89 Minuten

## Auszeichnungen/Preise
- Gilde-Filmpreis 2021 für „Die Unbeugsamen“
- Deutscher Fernsehpreis 2021 für „Schwarze Adler“
- DRK-Medienpreis 2022 für „Schwarze Adler“
- Civis Top Award 2022 und Civis Video Award 2022 jeweils für „Schwarze Adler“
- Grimme-Preis 2022 für „Schwarze Adler“[9]
- Robert-Geisendörfer-Preis 2022 für „Schwarze Adler“[10]

## Schriften (Auswahl)
- 2000: Die Geschichte des Dritten Reiches erzählt von Torsten Körner. Bildgestaltung Silke Henßel. Jugendsachbuch, Campus, Frankfurt/M., ISBN 3-593-36274-0; 3. Auflage 2008, ISBN 978-3-593-38539-6.
- 2001: Der kleine Mann als Star: Heinz Rühmann und seine Filme der 50er Jahre. Doktorarbeit Technische Universität Berlin. Mit einem Vorwort von Reinhard Baumgart. Campus, Frankfurt am Main / New York, ISBN 3-593-36754-8.
- 2001: Ein guter Freund: Heinz Rühmann. Biographie. Aufbau, Berlin, ISBN 3-7466-1925-4.
- 2003: Schiller für Eilige. Aufbau-Taschenbuch-Verlag, Berlin, ISBN 978-3-7466-1959-0
- 2005: Franz Beckenbauer: Der freie Mann. S. Fischer, Frankfurt/M.
  - 2006: als Hörbuch: Sprecher: Johannes Steck. Regie: Lutz Magnus Schäfer, 4 CDs, Audiobuch, Freiburg im Breisgau, ISBN 978-3-89964-173-8.
- 2006: als Herausgeber: Auch ich war einst Pelé. Prominente und ihr Traum vom Fußball. Aufbau, Berlin, ISBN 978-3-7466-7051-5.
- 2008: Götz George: Mit dem Leben gespielt.
- 2008: Schiller für die Schule: Zusammenfassungen und Lektürehilfen der wichtigsten Werke.
- 2010: Geschichten aus dem Speisewagen. Unterwegs in Deutschland. Scherz, Frankfurt/M.
- 2011: Probeliegen: Geschichten vom Tod, Scherz, Frankfurt/M.
- 2013: Die Familie Willy Brandt. S. Fischer, Frankfurt/M., ISBN 978-3-10-040407-7.
- 2015: Aus dem Fenster. Ein Friedenauer Saisontagebuch. Elektrischer Verlag, Berlin, ISBN 978-3-943889-69-7.
- 2020: In der Männerrepublik: Wie Frauen die Politik eroberten. Kiepenheuer & Witsch, Köln, ISBN 978-3-462-05333-3
- 2021: Die Kanzlerin am Dönerstand. Miniaturen aus dem Leben von Angela Merkel. Kiepenheuer & Witsch, Köln, ISBN 978-3-462-00173-0
- 2025: »Wir waren Heldinnen«. Wie Frauen den Fußball eroberten. Kiepenheuer & Witsch, Köln, ISBN 978-3-462-00480-9

## Radio
- 2016: Aus dem Fenster[11] (Autor: Torsten Körner, nach seinem gleichnamigen Buch [vgl. vorstehendes Kapitel „Schriften/Auswahl“]; Regie: Holger Rink), Hörspiel, 55 Minuten